# Macaduma corvina
Macaduma corvina är en fjärilsart som beskrevs av Felder 1875. Macaduma corvina ingår i släktet Macaduma och familjen björnspinnare. Inga underarter finns listade i Catalogue of Life.